# Islote Rubilar
Die Islote Rubilar (englisch) ist eine kleine Insel vor der Fallières-Küste des Grahamlands im Norden der Antarktischen Halbinsel. In der Neny Bay liegt sie rund 150 m westlich von Beaumont Island.
Wissenschaftler der 1. Chilenischen Antarktisexpedition (1946–1947) benannten sie nach Rodolfo Rubilar Visivingue, der bei dieser Forschungsreise zur Besatzung auf des Schiffs Angamos gehört hatte.